# Centaurea rothmalerana
Centaurea rothmalerana là một loài thực vật có hoa trong họ Cúc. Loài này được (Arènes) Dostál mô tả khoa học đầu tiên năm 1976.